# Exochus kaszabi
Exochus kaszabi är en stekelart som beskrevs av Kusigemati 1984. Exochus kaszabi ingår i släktet Exochus och familjen brokparasitsteklar. Inga underarter finns listade i Catalogue of Life.